# Aéroport de Kermanchah
L'aéroport Shahid Ashrafi Esfahani (code IATA : KSH • code OACI : OICC)  est un aéroport situé à Kermanshah, en Iran. Il dessert la ville de Kermanshah et ses environs avec des destinations nationales et saisonnières internationales quotidiennes.    

## Situation
Il est situé dans la partie orientale de la ville et partage son terrain avec la 1ère base de combat de Havanirooz . 
| Sārī Dasht-é Naz Golfe · persique Téhéran-MehrabadTéh.-Mehrabad Mechhed Téhéran-KhomeiniTéh.-Khomeini Chiraz Kish Ahvaz Ispahan Tabriz Bandar · Abbas Kerman Yazid Abadan Kermanchah Zahedan Bouchehr Qechm Ourmieh Racht Birjand Chabahar Lamerd |

## Compagnies aériennes et destinations
| Compagnies           | Destinations                                                                     |
| -------------------- | -------------------------------------------------------------------------------- |
| ATA Airlines         | Téhéran-Mehrabad                                                                 |
| Caspian Airlines     | Golfe Persique, Mechhed-Shahid H. Nejad, Téhéran-Mehrabad                        |
| Iran Air             | Ispahan-S. Beheshti, Téhéran-Mehrabad En saison : Médine-Prince M. Bin Abdulaziz |
| Iran Air Tours       | Mechhed-Shahid H. Nejad, Téhéran-Mehrabad                                        |
| Iran Aseman Airlines | Bandar Abbas, Chiraz-Shahid Dastghaib, Téhéran-Mehrabad                          |
| Kish Air             | Bandar Abbas, Île de Kish, Mechhed-Shahid H. Nejad                               |
| Mahan Air            | Téhéran-Mehrabad                                                                 |
| Meraj Airlines       | Mechhed-Shahid H. Nejad, Téhéran-Mehrabad                                        |
| Qeshm Air            | Mechhed-Shahid H. Nejad, Qechm, Téhéran-Mehrabad                                 |
| Saudia               | En saison : Médine-Prince M. Bin Abdulaziz                                       |
| Zagros Airlines      | Mechhed-Shahid H. Nejad, Téhéran-Mehrabad                                        |

Édité le 30/07/2020